# Novemberkatzen
Novemberkatzen ist ein deutscher Spielfilm von Sigrun Koeppe aus dem Jahr 1986. Er ist die Verfilmung des gleichnamigen Kinderromans von Mirjam Pressler von 1982.

## Inhalt
Ein norddeutsches Dorf Anfang der 1950er Jahre, in dem das Wirtschaftswunder die karge Nachkriegszeit noch nicht eingeholt hat. Im Gemeindehaus leben alleinstehende Frauen fernab der bürgerlichen Gesellschaft. Auch Gertrud wohnt dort mit ihren drei Kindern, seit ihr Mann zu einer anderen Frau gezogen ist. Die elfjährige Ilse führt zum großen Teil den Haushalt, weil ihre Mutter oft Tage und Nächte bei ihrem Freund verbringt, bis auch der sie sitzen lässt, weil sie von ihm schwanger ist. Andere Kinder verspotten Ilse. Ein Heranwachsender schlägt den Kopf ihrer Puppe ab, der Nachbarsjunge Bruno macht sich im Holzschuppen über sie her.
Als Ilse ein Novemberkätzchen auf dem Müllplatz findet – Novemberkatzen stammen aus dem dritten Wurf spät im Jahr und werden oft vernachlässigt oder gar getötet – muss sie zu ihrer Oma ziehen, weil ihr die Mutter verbietet, es im Haus zu behalten. Die Brüder träumen zu Silvester von tollen Autos, doch Ilse hofft nur, dass das Baby im Bauch ihrer Mutter ein Mädchen wird.

## Produktion
Mit einem Budget von 800 000 DM war Novemberkatzen ein Low-Budget-Film. Allein 300 000 DM davon steuerte die Hamburger Wirtschaftsförderung bei. Auch das Bundesministerium des Innern, der SWR und das Kuratorium junger deutscher Film beteiligten sich zusätzlich zum Eigenanteil der Produzenten an der Finanzierung. Produziert und verliehen wurde der Film von der Quadriga Film GmbH durch die Regisseurin Sigrun Koeppe und den Kameramann Volker Tittel selbst.
Der Film wurde in 34 Tagen überwiegend in Glückstadt, Hohenfelde, Itzehoe und Krempe gedreht. Auf Studioaufnahmen wurde gänzlich verzichtet.
Schwierig gestaltete sich die Suche nach der Darstellerin der elfjährigen Ilse. Die Regisseurin und ihre Assistentin sahen insgesamt 1 200 Mädchen an norddeutschen Schulen und machten mit 500 von ihnen Probeaufnahmen.
Novemberkatzen lief unter anderem auf den 36. Internationalen Filmfestspielen Berlin, den Husumer Filmtagen und im Rahmen einer Kinotour landesweit in zahlreichen Kinos. Allein in Schleswig-Holstein wurde der Film vor rund 10 000 Zuschauern gezeigt. Das Goethe-Institut kaufte ihn an und zeigte ihn weltweit, 1998 erschien er auf VHS.

## Rezeption
Christoph Munk von den Kieler Nachrichten fand: „Das Unglück, das die Regisseurin auf ihre Hauptfigur häuft, hat ein deprimierendes, fast provozierendes Ausmaß. [...] Eine Sympathie für Menschen, die ihren Weg gehen, die sich gegen Schwierigkeiten durchsetzen, hat Sigrun Koeppe dazu bewogen, diesen Stoff zu verfilmen. An diesem Vorbild, so wünscht sie es sich, könnten sich junge Kinobesucher orientieren. Darum bedauert sie es, daß die Freiwillige Filmselbstkontrolle den Film wegen zweier heikler Stellen erst ab 16 Jahren freigegeben hat.“
Über die Darstellerinnen äußerte sich Joachim Kronsbein vom Hamburger Abendblatt: „Faszinierend, in das Gesicht von Angela Hunger zu schauen, das Verstocktheit und Zärtlichkeit spiegelt und von einem Geheimnis erzählt, wie es nur Kinder empfinden können. Katharina Brauren, verdientermaßen für die Rolle mit dem Filmband in Gold ausgezeichnet, ist das zweite Plus des Films. Ihre Großmutter hat nicht eine Spur von verklärendem Omi-Kitsch, bei ihr stimmt jeder Ton. Resolut, stark und kantig spielt sie die alte Frau und läßt der Figur doch Momente desto glaubwürdigerer Menschlichkeit. Weniger überzeugend gestaltete Ursela Monn ihren Part der jungen, vom Vater ihrer vier Kinder verlassenen Frau. Sie verfällt gelegentlich in Klischee-Schauspielerei.“
Der Katholische Filmdienst erinnerte daran, dass sich die Wirklichkeitsnähe deutscher Filme nach dem Krieg sehr bald zugunsten einer Traumfabrik verlor, die dem damaligen Lebensgefühl entsprach. „Aus dieser Zeit einen Stoff realistisch präsentiert zu haben, ist der Verdienst der Regisseurin Sigrun Koeppe.“ Die visuelle Qualität des Films erklärt sich laut Filmdienst aus Koeppes professionellem Hintergrund: „Sigrun Koeppe als versierte Kamerafrau weiß Bilder zu komponieren. Dabei ist ihr Stil keineswegs aufregend. Die Handlung läuft eher ruhig, ohne äußere Höhepunkte ab. Dafür ist die Erzählung um so eindringlicher.“

## Auszeichnungen
Der Film erhielt das Prädikat besonders wertvoll der Filmbewertungsstelle Wiesbaden (FBW). In der Jury-Begründung hieß es unter anderem: „Es gelang der Autorin und Regisseurin, eine vergessen geglaubte oder für überholt gehaltene Erzählweise des klassischen Kinos neu zu beleben, die allerdings ein Publikum voraussetzt, das bereit ist, auf Hektik und Oberflächenreize zu verzichten und sich einer genauen psychologischen Betrachtung von Verhaltensweisen zu erschließen.“
Katharina Brauren wurde für ihre Rolle der Großmutter von Bundesinnenminister Friedrich Zimmermann mit dem Filmband in Gold 1986 ausgezeichnet. Sigrun Koeppe erhielt im Oktober 1987 in ihrer Heimat Tornesch/Pinneberg schließlich den mit 10 000 DM dotierten Kreiskulturpreis.